# Белімова Тетяна Валеріївна
Тетяна Валеріївна Белімова (нар. 11 грудня 1976, Київ) — українська письменниця, викладачка та літературознавичця з Києва.  Лауреатка премії Коронація слова (2013, 2014, 2021).

## Біографія
У 1999 році закінчила філологічний факультет Київського національного університету імені Тараса Шевченка («україністика»). Вступила до аспірантури Інституту філології Київського національного університету імені Тараса Шевченка. По завершенні захистила дисертацію на тему «Інтертекстуальна основа художньої прози В. Домонтовича» (2005). Із 2004 по 2015 працювала викладачем української літератури в Університеті «Україна».
З 2015 року працювала в Інституті літератури ім. Т. Г. Шевченка НАН України. 
Із 2018 року — доцентка кафедри історії української літератури, теорії літератури та літературної творчості Інституту філології Київського національного університету імені Тараса Шевченка.
2022 року була стипендіаткою Віденського університету, понад рік мешкала в Австрії. 
У 2023 році отримала грант від Bundesministerium für Kunst, Kultur, öffentlicher Dienst und Sport der Republik Österreich на написання книжки про українських біженців в Австрії  — "Біженка / Kriegsvertriebene". 
Одружена, має двох доньок і сина.  

## Творчість
Тетяна Белімова пише переважно художню прозу. Ряд новелістичних творів опубліковано у різних Інтернет-виданнях («Захід-Схід», «Проба пера»), газеті «Літературна Україна» (2013, 2014), часописах «Країна» (2014), «Кур'єр Кривбасу» (2016), «Дніпро» (2014, 2016).
Роман «Київ.ua» вийшов друком після того, як посів III місце у конкурсі Коронація слова 2013, у видавництві «Клуб сімейного дозвілля».
Роман «Вільний світ» здобув I місце у конкурсі Коронація слова 2014.
У 2015 році побачив світ «Трояндовий джем» [Архівовано 28 березня 2016 у Wayback Machine.] — збірка оповідань та новел, що вийшла у видавництві «Брайт Стар Паблішинг».
У 2021 році світ побачив роман про драматичні історичні події української історії початку XX століття — «Винуваті люди» ("КСД"). Події роману відбуваються у містечку Ставище. Роман посів ІІІ місце серед номінантів Гранд Коронації у 2021 році. 
2023 року вийшов друком роман "Чужа провина" ("КСД"), що почасти розвиває події "Винуватих людей".

## Твори
2013 — роман «Київ.ua» (КСД)
2014 — роман «Вільний світ» (КСД)
2015 — збірка оповідань та новел «Трояндовий джем» (Брайт Букс)
2015 — колективна збірка есеїстики «Україна в мені» (Апріорі)
2015 — колективна збірка оповідань та новел «Львів. Кава. Любов» (КСД)
2016  — колективна збірка оповідань та новел "Пазли нашого буття" із серії «П'ять зірок» (Редакція Міли Іванцової)
2016  — роман-шоу "Яйце-Райце, або Мільйон на мрію" у співавторстві з Андрієм Процайло (Брайт Букс)
2016  — колективна збірка оповідань та новел "Львів. Смаколики. Різдво" (КСД)
2016  — колективна збірка оповідань "Залізниці-потяги-вокзали" із серії "Дорожні історії" (редакція Міли Іванцової)
2017  — колективна збірка оповідань "Підземне царство метро" із серії "Дорожні історії" (редакція Міли Іванцової)
2017  — колективна збірка оповідань та новел "Львів. Вишні. Дощі" (КСД)
2017  — колективна збірка оповідань «Теплі родинні історії» (Брайт Стар Паблішинг)
2018  — колективна збірка оповідань та новел "Львів. Пані. Панянки" (КСД)
2018  — колективна збірка оповідань «Теплі історії в конвертах» (Брайт Стар Паблішинг)
2021  — колективна збірка оповідань та новел «Львів. Пристрасті. Таємниці» (КСД)
2021  — роман «Винуваті люди» (КСД)
2023 — колективна збірка оповідань "Львів. Париж. Круасани" ("КСД").
2023  — «Чужа провина» (КСД)
2023 — колективна збірка оповідань «Київ. Люди. Зима» (Креативна агенція «Артіль», Київ)

## Громадська діяльність
Співзасновник фестивалю "Українські Передзвони" (2014). Член журі Міжнародного літературного конкурсу романів, п'єс, кіносценаріїв, пісенної лірики та творів для дітей "Коронація слова" (2015), Всеукраїнського фестивалю любовної лірики та авторської пісні про кохання «Мовою серця» (2016).

## Відзнаки
- III премія конкурсу Коронація слова 2013 у номінації «Романи».[10]
- I премія конкурсу Коронація слова 2014 у номінації «Романи».[4]